# Ferran Freixa
Ferran Freixa (1950, Barcelona – 13. června 2021, Sant Vicenç de Montalt) byl španělský fotograf.

## Životopis
Studoval kresbu a malbu v Barceloně v letech 1965 až 1968, v roce, kdy začal fotografovat, zpočátku jako samouk. V roce 1978 začal fotografovat architekturu a interiéry, díla, která jsou pro jeho tvorbu charakteristická. Velmi uznávaným dílem je El foc, darrer acte (Oheň, poslední dějství), který sestával z vyčerpávající dokumentace zbytků barcelonského lycea po požáru, který jej zničil v roce 1994.
Jeho nejběžnějším tématem jsou předměty každodenní potřeby, které obvykle zachycuje v konkrétním prostředí se slabým osvětlením. Mezi jeho nejznámější série patří: jedna v barcelonských obchodech z roku 1979 nebo další, ve které se zaměřil na restaurační stoly. Jeho dílo začalo být oceňováno v rámci intimní dokumentární charakteristiky jeho pojetí fotografie jako tvorby.
Pořádal národní i mezinárodní výstavy a jeho práce jsou obsaženy ve sbírkách MNAC, IVAM nebo ve francouzské národní knihovně.
Ferran zemřel ve svém domě v Sant Vicenç de Montalt 13. června 2021 ve věku sedmdesáti let po dlouhé nemoci.